# Andamanduva
Andamanduva (Columba palumboides) är en fågel i familjen duvor inom ordningen duvfåglar.

## Utseende
Andamanduvan är en rätt stor (41 cm) gråaktig duva med mörkt skiffergå ovansida och grå undersida, inklusive undre stjärttäckare. Den är ljusare på huvud och hals, på den senare diffust schackrutigt teckad. Tygel, näbbass och ögonring är rödaktiga.

## Utbredning och systematik
Fågeln förekommer på Andamanerna och Nikobarerna. Den behandlas som monotypisk, det vill säga att den inte delas in i några underarter.

## Status
Internationella naturvårdsunionen IUCN kategoriserar arten som nära hotad. Den verkar vara beroende av tät skog och tros ha en fragmenterad population som kan vara i minskande på grund av jakt och skogsavverkning. Världspopulationen uppskattas bestå av mellan 2500 och 10000 vuxna individer.